# Eric (novela)
Eric, también conocida como Fausto Eric, es la novena novela de la saga del Mundodisco de Terry Pratchett. Publicada en el Reino Unido en 1990 como continuación de la novela Rechicero es la cuarta novela de Mundodisco en estar protagonizada por el mago fracasado Rincewind. Se trata de una novela corta, ilustrada en su versión original por Josh Kirby (aunque también existen ediciones sin ilustrar). En España la novela ha sido publicada sin ilustraciones por Plaza & Janes en 2005 y posteriormente por ediciones deBolsillo. En todas las ediciones aparece en portada la palabra Fausto tachada.

## Sinopsis
Parodia de la obra Fausto de Goethe y de la guerra de Troya. Continúa con la historia del hechicero Rincewind, que quedó atrapado en las Dimensiones Mazmorra (un universo paralelo habitado por seres primigenios similares a los Mitos de Cthulhu) al final de los acontecimientos narrados en Rechicero. 
Rincewind se despierta en un lugar extraño, habiendo sido invocado por un demonólogo de 13 años, Eric Thursley, que quiere ser el gobernante del mundo, conocer a la mujer más hermosa que haya existido jamás, y vivir para siempre. Eric se muestra decepcionado cuando Rincewind le dice que es incapaz de cumplir tales deseos. Sin embargo, al haber invocado a Rincewind bajo la suposición de que era un demonio, los personajes deducen que se ve ligado por las reglas que atañen a los demonios y comienza la aventura por el tiempo y espacio para hacer realidad los deseos del muchacho. 
La llegada del Equipaje de Rincewind provoca que Eric se convenza que, efectivamente, es un demonio que intenta engañarlo con su negativa. Eric vuelve a plantear sus demandas, y cuando Rincewind quiere demostrar que no podrá cumplir sus deseos con un simple chasquido de dedos, descubre para su horror que sus dedos sí funcionan.
- Ser el Gobernante del Mundo. Eric y Rincewind se encuentran en la selva lluviosa de Klatch, en el imperio Tezumano. La gente de la zona, se adelanta a ellos para pagar tributo a Eric, y lo declaran Gobernante del Mundo. Mientras dura este tributo, Rincewind y el loro de Eric exploran el templo de Quesoricóttatl (similar a Quetzalcóatl), donde encuentran a un prisionero, Ponce Da Quirm (parodia de Juan Ponce de León) en espera de ser sacrificado. Da Quirm habla a Rincewind acerca del terrible destino que los tezumanos tienen planeado para su Gobernante del Mundo, a quien culpan de todas las desdichas de la vida. Rápidamente, Rincewind, Eric y Da Quirm se encuentran atados en lo alto de una pirámide, esperando a ser sacrificados, cuando Quesoricóttatl hace su aparición. Desafortunadamente para él, también hace su aparición el Equipaje. Los tezumanos, felices por la destrucción de Quesoricóttatl, liberan a sus prisioneros y empiezan a adorar una estatua de su nuevo dios: el Equipaje.

- Conocer a la mujer más hermosa que haya existido jamás. Rincewind chasquea sus dedos nuevamente, y al instante se encuentran encerrados dentro de un gran caballo de madera (parodiando al Caballo de Troya). Al salir, se ven rodeados de soldados tsorteanos, que los toman por una fuerza efebia de invasión. Rincewind logra escabullirse debido a su poder de convencimiento, salen de la ciudad y se encuentran con la fuerza de invasión efebia, y ambos son llevados hasta Laveolo (de quien Rincewind sospecharía ser descendiente), el hombre que construyó el caballo, y les culpa de arruinar la guerra. Entran en Tsort a través de un pasaje secreto, para encontrarse con Elenor (parodia de Helena de Troya), la cual ahora es una mujer de rostro cansado, entrada en años, madre de varios hijos (que tuvo durante la guerra)y que tiene comienzos de bigote (según explica Rincewind a Eric, es mucho mejor otorgar libertad artística en la descripción de una mujer si es la razón de una guerra tan larga). Finalmenmte escapan de Tsort mientras la ciudad arde, y el ejército de Laveolo inicia el viaje a casa, quejándose de lo largos que son los viajes por mar (y se dice que históricamente tuvieron un largo viaje de vuelta, en el estilo de La Odisea).

- Vivir para siempre. Cuando Rincewind chasquea los dedos, saca a Eric fuera del continuo espacio-tiempo, justo antes del comienzo de todas las cosas. Rincewind y Eric conocen al Creador, quien está formando el Mundodisco gracias al Octavo, y tiene problemas al crear algunos de los animales. Dejan el mundo recién formado, dándose cuenta de que vivir por siempre significa vivir desde el principio de los tiempos hasta su final. Rincewind trata de revertir la invocación y termina llevándolos a ambos al infierno. En esta parte de la historia se explica como el Creador perdió el octavo el cual finalmente llegaría a manos de los magos y daría origen a las dos primeras entregas de la colección.

- Descenso al infierno. Los protagonistas descubren que el infierno ha sido moldeado a partir de una burocracia, donde el Demonio Rey Astfgl ha decidido que el aburrimiento es la peor forma de castigo y tortura (solo que él lo ve como una forma de organizar las cosas, un tema recurrente ya hablado en El color de la magia y La Luz Fantástica). Mientras Rincewind usa su experiencia en la burocracia de la Universidad Invisible para confundir a los demonios en su propio juego, tratan de escapar. El infierno ha sido segmentado en varios niveles, y en él encuentran a Da Quirm y al loro de Eric, además de a Laveolo, quien les indica dónde esta la salida.

Finalmente se revela que los poderes demoníacos de Rincewind vienen de Lord Vassenego, un Señor de los Demonios que dirige una revuelta contra Astfgl, para volver a las antiguas costumbres de ríos de lava hirviente y almas en pena, y finalmente logra desplazarlo del poder asignándole un cargo de gestor oficinista.